# Kap Betbeder
Kap Betbeder (in Argentinien auch Punta Castro) ist ein Kap am südwestlichen Ende der Andersson-Insel vor der nordöstlichen Spitze der Antarktischen Halbinsel. Es markiert die Einfahrt vom Erebus-und-Terror-Golf in den Fridtjof-Sund.
Kartiert wurde es von der Schwedischen Antarktisexpedition (1901–1903) unter der Leitung Otto Nordenskjölds. Dieser benannte das Kap nach Vize-Admiral Onofre Betbeder (1860–1914), damaliger argentinischer Marineminister, der die Bereitstellung der Korvette Uruguay zur Rettung der Expeditionsteilnehmer nach dem Untergang deren eigenen Schiffs veranlasste. Der Hintergrund der alternativen argentinischen Benennung ist nicht überliefert.